# Malcolm Elliott

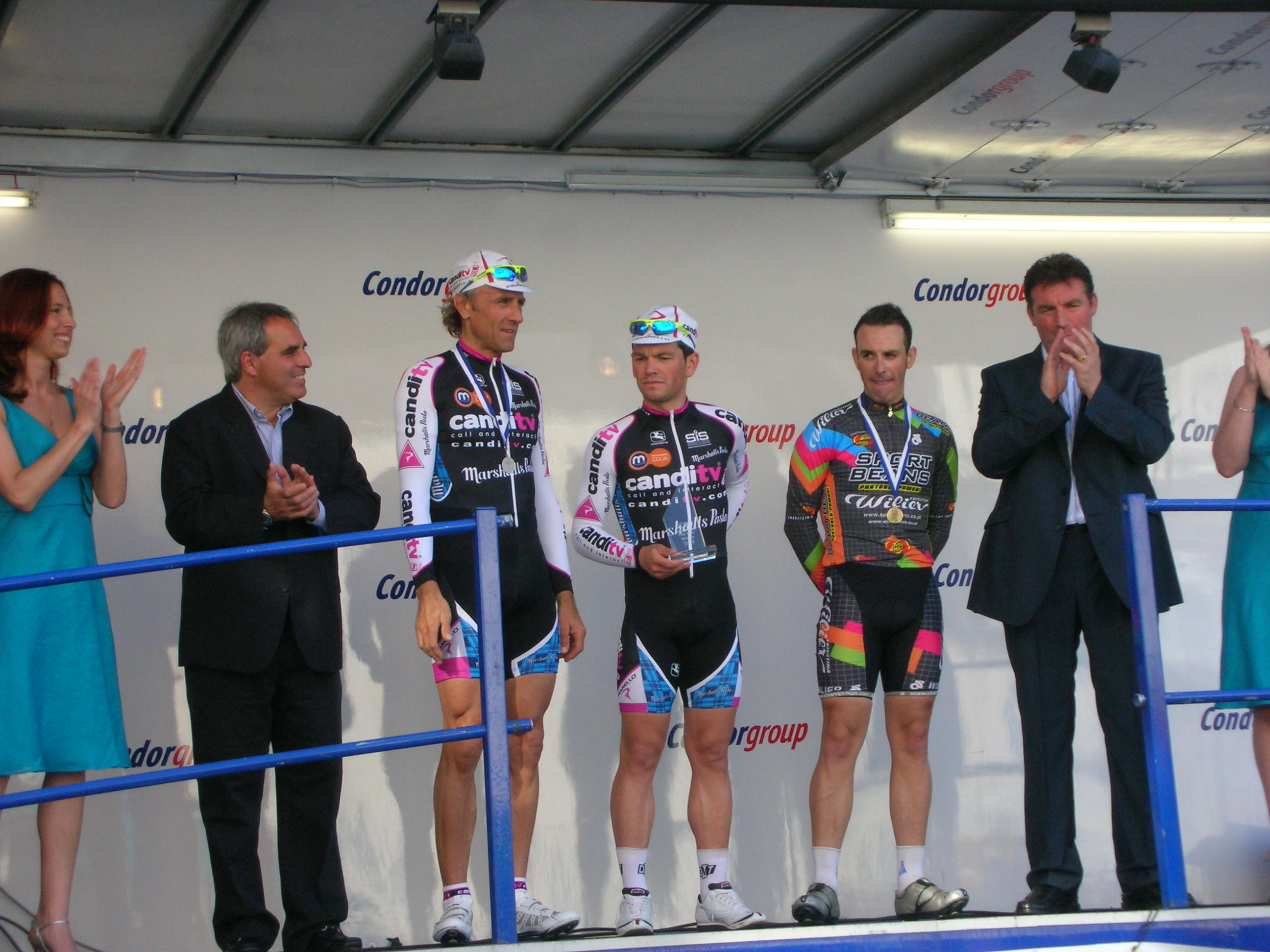
Malcolm Elliott (linker Fahrer) beim Jersey Town Criterium 2009

Malcolm Elliott (* 1. Juli 1961 in Sheffield) ist ein ehemaliger britischer Radrennfahrer und aktueller Sportlicher Leiter eines Radsportteams.
Als Amateur siegte er 1982 bei den Commonwealth Games in Brisbane im Straßenrennen und im Mannschaftszeitfahren. 1983 gewann er das Eintagesrennen Lincoln Grand Prix. 
Malcolm Elliott begann seine Karriere als Profi 1984 bei dem britischen Radsportteam TI-Tower Housewares-Royale. In seinem ersten Jahr gewann er zwei Etappen beim Milk Race. Auch in den nächsten zwei Jahren gewann er dort wieder jeweils zwei Etappen. 1987 war er sogar fünfmal erfolgreich und konnte so auch die Gesamtwertung für sich entscheiden. Auch in den Jahren 1988 bis 1990 war er wieder bei der mittlerweile in Tour of Britain umbenannten Rundfahrt erfolgreich. Außerdem gewann er die Punktewertung bei der Vuelta a España. 1993 wurde er britischer Meister im Straßenrennen und gewann den Atlanta Grand Prix wie auch 1994. 1997 beendete er dann seine Karriere, bis er 2003 wieder anfing mit dem Radsport. Er gewann in seinem ersten Jahr nach der Pause den Havant International Grand Prix. 2004 sicherte er sich zwei Teilstücke beim FBD Insurance Rás und 2005 war er einmal erfolgreich und wurde Gesamtzweiter. Er gewann 2006 das Rennen The Golden Wheel, ein traditionsreiches internationales Bahnrennen in London. In der Saison 2007 konnte Elliott den Rutland-Melton Cicle Classic im Alter von 45 Jahren für sich entscheiden. Während der Saison 2011 beendete er seine Karriere und wurde Sportlicher Leiter bei Motorpoint (späterer Name: Node 4-Giordana Racing).

## Erfolge
1984
- zwei Etappen Milk Race

1985
- zwei Etappen Milk Race
- Herald Sun Tour

1986
- zwei Etappen Milk Race

1987
- Gesamtwertung und fünf Etappen Milk Race

1988
- zwei Etappen Tour of Britain

1989
- eine Etappe Tour of Britain

1990
- eine Etappe Tour of Britain

1991
- Trofeo Masferrer

1993
- Atlanta Grand Prix
- Britischer Meister – Straßenrennen

1994
- Atlanta Grand Prix

2003
- Havant International Grand Prix

2004
- zwei Etappen FBD Insurance Rás

2005
- eine Etappe FBD Insurance Rás

2007
- Rutland-Melton Cicle Classic

## Teams
- 1984 TI-Tower Housewares-Royale
- 1985 Raleigh-Weinmann
- 1986–1987 ANC-Halfords
- 1988 Fagor-MBK
- 1989–1990 Teka
- 1991–1991 Seur
- 1993–1996 Chevrolet-L.A. Sheriff
- 1997 Comptel Data System

- 2003–2005 Pinarello-Assos
- 2006 Plowman-Craven
- 2007 Pinarello RT
- 2008 Pinarello Racing Team
- 2009 Candi TV-Marshalls Pasta RT
- 2010 Motorpoint-Marshalls Pasta
- 2011 Motorpoint
- 2012 Node 4-Giordana Racing (Sportlicher Leiter)